# Frente Cambia Jujuy
El Frente Cambia Jujuy (FCJ) es una coalición política de la provincia de Jujuy, la cual gobierna desde 2015.

## Partidos integrantes
Los principales partidos políticos que componen la alianza son los siguientes:
1. Unión Cívica Radical
2. Propuesta Republicana
3. Partido Socialista
4. Primero Jujuy
5. ARI
6. LyDER
7. Cruzada Renovadora
8. Partido Demócrata Cristiano
9. Jujuy Federal
10. Encuentro Jujeño
11. Nuestro Tiempo
12. Conciencia por Libertador General San Martín

Las otras agrupaciones inscriptas dentro de Cambia Jujuy son: Arriba San Pedro, Gestionar, Palpalá sos vos, Por un Palpalá de pie, Quiaqueños, Todos por Rodeíto, Unidos Podemos, Siempre Jujuy, Nuestra Gente, De los Valles de Aguas Calientes, Movimiento Dignidad y Trabajo, Alternativa Jujeña, Movimiento Norte Grande, Fortalecimiento Democrático Calilegua, Somos Palpalá, Pura Militancia, Fuerza del Norte, Unión Palpaleña, Construir con la gente, Somos Monterrico, Unidad y progreso jujeño, CREO- Creando Oportunidades, Conciencia por La Esperanza, Conciencia por Puesto Viejo, Conciencia por Caimancito, Conciencia por San Pedro, Conciencia por La Quiaca, Conciencia por Aguas Calientes, Conciencia, Basta Palpalá y Generación para un encuentro nacional.

## Resultados electorales

### Gobernador de la Provincia de Jujuy
| Año  | Fórmula         | Fórmula                       | Votos   | %     | Resultado |
| Año  | Gobernador      | Vicegobernador                | Votos   | %     | Resultado |
| ---- | --------------- | ----------------------------- | ------- | ----- | --------- |
| 2015 | Gerardo Morales | Carlos Haquim (PJ)            | 226.646 | 58.31 | Electo    |
| 2019 | Gerardo Morales | Carlos Haquim (Primero Jujuy) | 176.482 | 43.76 | Electo    |
| 2023 | Carlos Sadir    | Alberto Bernis                | 196.714 | 49.59 | Electo    |

### Legislatura de la Provincia de Jujuy
| Año  | Votos   | %     | Diputados | Total |
| ---- | ------- | ----- | --------- | ----- |
| 2015 | 180.038 | 52.54 | 14/24     | 24/48 |
| 2017 | 172.074 | 46.06 | 13/24     | 27/48 |
| 2019 | 167.157 | 44.66 | 13/24     | 26/48 |
| 2021 | 151.608 | 41.70 | 18/24     | 31/48 |
| 2023 | 164.518 | 43,10 | 15/24     | 33/48 |